# Алацинайни Ибити
Алацинайни Ибити (на малгашки: Alatsinainy Ibity) е община (каоминина) в Мадагаскар, провинция Антанариву, регион Вакинанкарача, окръг Анцирабе II.